# Museo del Risorgimento (Brescia)
Il Museo del Risorgimento "Leonessa d'Italia" è uno spazio espositivo che si trova all'interno del castello di Brescia, posto sulla sommità del colle Cidneo e a nord del centro storico della città lombarda.
Ospitato nelle stanze cinquecentesche del Grande Miglio e Piccolo Miglio, granai costruiti dai Veneziani, il museo è ritenuto, per varietà e qualità dei materiali contenuti, uno dei più importanti e significativi musei nazionali sul Risorgimento.
Dopo circa vent'anni di chiusura, il museo è stato riaperto nel gennaio 2023 a seguito di un accurato restauro strutturale del Grande Miglio e Piccolo Miglio, con un ripensamento generale dello stesso museo: esso, infatti, è stato dotato di installazioni multimediali e di un nuovo percorso espositivo, con opere inedite e nuove acquisizioni.

## Storia
Il museo ebbe origine da un nucleo di reperti, risalenti all'età risorgimentale, che vennero raccolti a Brescia e nelle zone circostanti per l'esposizione generale italiana di Torino del 1884. Venne istituito ufficialmente nel 1887, ma non mantenne una sede definitiva fino al 1959, quando venne spostato in un edificio di fine Cinquecento chiamato Grande Miglio e usato come originariamente deposito di granaglie, da cui il nome, situato all'interno del castello cittadino.
Ristrutturato interamente all'inizio del XXI secolo, è stato riaperto al pubblico nell'ottobre del 2005. È stato anche sede di numerose mostre temporanee a tema risorgimentale, fino a quando, nel corso del 2015, per problemi strutturali è stato definitivamente chiuso.
Nell'agosto del 2020, inoltre, è stato presentato il progetto ideato dal comune di Brescia per riqualificare e ristrutturare il museo nel Grande Miglio e nel Piccolo Miglio, con anche diversi stand in realtà aumentata e digitalizzati. Il progetto rientra nel più ampio quadro dei provvedimenti finalizzati a valorizzare il patrimonio culturale della città, in vista della sua candidatura a Capitale italiana della cultura del 2023, assieme a Bergamo. Tale progetto ha anche ottenuto, nel corso del 2021, il contributo del bando Emblematici maggiori, con un finanziamento di un milione di euro e il sostegno anche di fondazione Cariplo.
Il museo del Risorgimento, infine, è stato riaperto ufficialmente il 28 gennaio 2023, dopo un completo e totale ripensamento del percorso museale: esso, infatti, è stato fortemente improntato alla multimedialità, con installazioni esplicative e collezioni digitali. Sono state anche effettuate nuove acquisizioni e restaurate quelle storiche della preesistente collezione.

## Le esposizioni

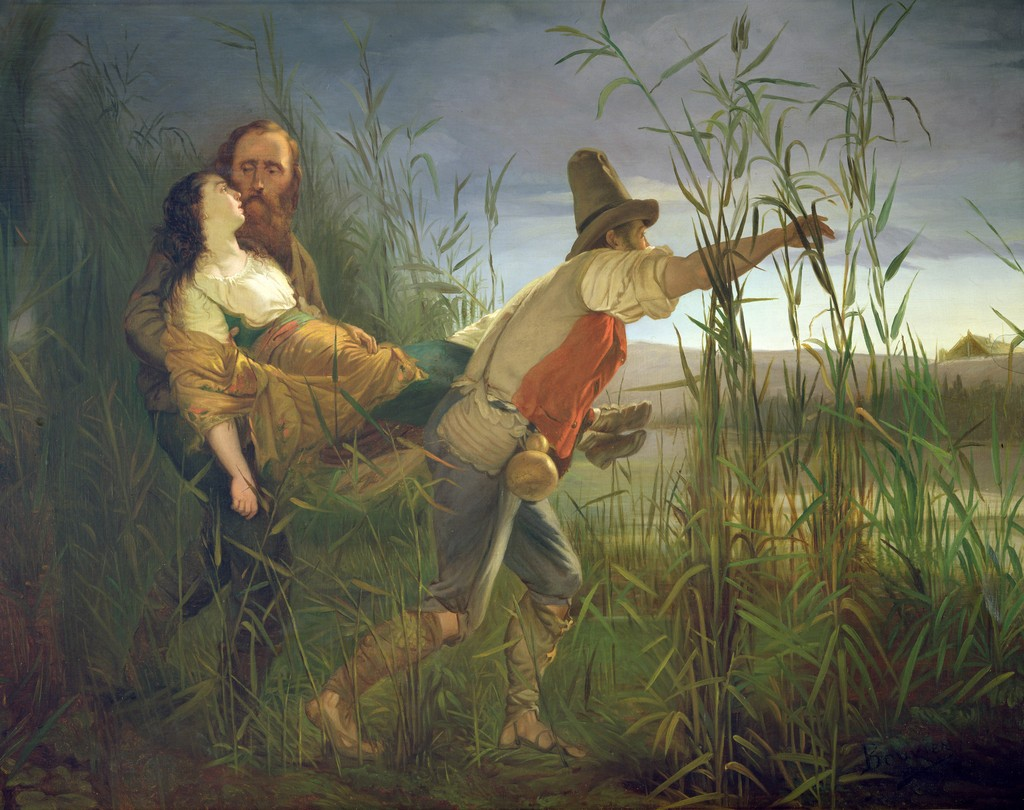
Dipinto conservato nel museo che rappresenta Giuseppe Garibaldi mentre trasporta una morente Anita all'interno delle valli di Comacchio

Al suo interno è possibile trovare una cospicua collezione di reperti e documenti che sono ascrivibili a un periodo storico che va dal 1789, anno della Rivoluzione francese, al 1870 (presa di Roma), passando dall'ultimo periodo in cui la città fu sotto il dominio della Repubblica di Venezia (fine XVIII secolo), alla spedizione dei Mille (1860), alle guerre d'indipendenza italiane (1848, 1859 e 1866), con particolare attenzione alle dieci giornate di Brescia, ovvero alla sommossa popolare della popolazione bresciana contro l'occupazione austriaca che ebbe luogo dal 23 marzo al 1º aprile 1849, e alla Repubblica Bresciana (1797), ovvero uno stato preunitario di epoca napoleonica. È cospicua anche la raccolta dei cimeli legati al passaggio della città al Regno Lombardo-Veneto (1814), nonché dei reperti legati al politico e patriota bresciano Giuseppe Zanardelli.
La collezione del museo è costituita da bandiere, armi d'epoca, monete, medaglie, dipinti, ceramiche, sculture, lettere, bandi, trascrizioni di proclami, e stampe recuperate da lasciti, donazioni e acquisti dalle varie collezioni private, tra cui le più famose sono le tele del pittore bresciano Francesco Filippini e di Faustino Joli, riguardanti le dieci giornate di Brescia, e i ritratti di personaggi simbolo dell'epoca risorgimentale bresciana come Tito Speri, don Pietro Boifava e padre Maurizio Malvestiti.
L'esposizione dei reperti è accompagnata da un'accurata spiegazione del contesto storico a cui i cimeli si riferiscono, con particolare attenzione al legame di questi avvenimenti con Brescia e il territorio circostante. Su tutti, il museo tratta con un certo approfondimento gli eventi legati alla battaglia di Solferino e San Martino (24 giugno 1859), che avvenne non lontano dalla città. Questo scontro armato, la cui sanguinosità ispirò a Henry Dunant l'idea di fondare la Croce Rossa Internazionale, coinvolse Brescia anche da un punto di vista umanitario, con il ricovero in città di moltissimi soldati feriti nella battaglia. Di grande rilevanza, oltre alla raccolta di cimeli, è la collezione artistica di dipinti e sculture.